# Ingo Spelly
Ingo Spelly, född den 6 november 1966 i Lübben, Tyskland, är en östtysk och därefter tysk kanotist.
Han tog OS-silver i C-2 1000 meter  i samband med de olympiska kanottävlingarna 1988 i Seoul.
Han tog OS-guld i C-2 1000 meter och OS-silver i C-2 500 meter i samband med de olympiska kanottävlingarna 1992 i Barcelona.